# Wyganki
Wyganki [pronunciación en polaco: /vɨˈɡanki/] es una aldea ubicada en el distrito administrativo de Gmina Blizanów, dentro del condado de Kalisz, Voivodato de la Gran Polonia, en el centro-oeste de Polonia. Se encuentra a unos 4 kilómetros al sur de Blizanów, a 14 kilómetros al noroeste de Kalisz, y a 95 kilómetros al sureste de la capital regional Poznań.